# Fuirena longa
Fuirena longa är en halvgräsart som beskrevs av Alvin Wentworth Chapman. Fuirena longa ingår i släktet Fuirena och familjen halvgräs. Inga underarter finns listade i Catalogue of Life.